# Mateo Alemán
Mateo Alemán (Sevilla, 1547. szeptember 28. (keresztelés napja) – Mexikó, 1614 körül) spanyol író. Nevezetes műve a Guzmán de Alfarache című pikareszk regény.

## Élete
Börtönorvos fia volt, ún. újkeresztény családból származott. Ő maga is orvosi tanulmányokat folytatott: négy évig Salamancában és Alcalában tanult, majd 1564-ben végzett a sevillai egyetemen. 1580-ban adósságai miatt börtönbe került. 1608-ban kivándorolt Mexikóba, 1614 körül ott is halt meg.
Az utókor számára Guzmán de Alfarache című regénye őrizte meg nevét. Egyéb ismert munkái:
- Költemény Páduai Szent Antal életéről (Sevilla, 1604)
- Ortografia Castellana (Mexikó, 1608)

## Guzmán de Alfarache
A pikareszk regény klasszikus földje Spanyolország. Általában a Lazarillo de Tormes-t tartják az első ismert pikareszk regénynek, szerzője ismeretlen. A Lazarillón kívül leghíresebb Mateo Alemán műve, a Guzmán de Alfarache. Két része jelent meg: az első Vida y hechos del picaro Guzmán de Alfarache címen (1599), a második 1604-ben vagy 1605-ben jelent meg.
Míg a Lazarillo pusztán tényeket mond el, Guzman önéletrajzában az eseményeknél nagyobb helyet foglalnak el a szatirikus és az erkölcsi elmélkedések; ezeknek köszönhette nagy sikerét. A regénynek akkora sikere volt, hogy az első részt közvetlenül megjelenése után három helyen is újranyomták és hat év alatt huszonhatszor adták ki. Hamarosan több nyelvre lefordították, még latinra is.

## Magyarul
- Az emberi életnek játék helyje, hol Alfarátzi Guzmán ábrázatja alatt a jó-, és gonosz erkölts minden rendben levőknek tanuságára eléadatnak, 1-3.; ford. Herczer Jób; Szigethy Ny., Miskolc, 1822–1824
- Guzmán de Alfarache, a zsivány élete és kalandjai, avagy az Emberélet Kémlelője; ford. Határ Győző; in: Imposztorok tűköre. Spanyol kópé-regények; vál., bev., jegyz. Honti Rezső; Európa, Bp., 1957